# Championnat de Tunisie masculin de volley-ball 1966-1967
Navigation
Saison précédente Saison suivante
Le championnat de Tunisie masculin de volley-ball 1966-1967 est disputé par les douze meilleurs clubs du pays. En raison des contraintes du calendrier, les équipes sont réparties en trois groupes en fonction du classement de l'année précédente. Les quatre premières disputent le championnat, les quatre suivantes jouent pour l'honneur. La neuvième et les trois promus jouent pour le maintien.
L'Espérance sportive de Tunis conserve son doublé : championnat et coupe de Tunisie pour la quatrième fois, en jouant en tout six matchs en championnat et quatre matchs en coupe.

## Division nationale

### Groupe 1 (play-off)[1]
| Rang | Équipe                      | Points | Matchs | Victoires | Défaites | Sets pour | Sets contre |
| 1    | Espérance sportive de Tunis | 12     | 6      | 6         | 0        | 18        | 4           |
| 2    | Avenir sportif de La Marsa  | 9      | 6      | 3         | 3        | 11        | 12          |
| 3    | Club sportif goulettois     | 8      | 6      | 2         | 4        | 9         | 15          |
| 4    | Saydia Sports               | 7      | 6      | 1         | 5        | 8         | 15          |

### Groupe 2[1]
| Rang | Équipe                     | Points | Matchs | Victoires | Défaites | Sets pour | Sets contre |
| 1    | Union culturelle de Sfax   | 11     | 6      | 5         | 1        | 17        | 7           |
| 2    | Club olympique de Kélibia  | 11     | 6      | 5         | 1        | 17        | 9           |
| 3    | Club olympique du Kram     | 8      | 6      | 2         | 4        | 7         | 13          |
| 4    | Club sportif des cheminots | 6      | 6      | 0         | 6        | 6         | 18          |

### Groupe 3 (play-out)[1]
| Rang | Équipe                                | Points | Matchs | Victoires | Défaites | Sets pour | Sets contre |
| 1    | Zitouna Sports                        | 10     | 6      | 4         | 2        | 14        | 13          |
| 2    | Union sportive des transports de Sfax | 9      | 6      | 3         | 3        | 13        | 11          |
| 3    | Al Hilal                              | 9      | 6      | 3         | 3        | 10        | 12          |
| 4    | Étoile sportive du Sahel              | 8      | 6      | 2         | 4        | 12        | 13          |

## Division 2
Les dix champions de poules sont :
- Tunis 1 : Club sportif de la coopération
- Tunis 2 : Club sportif des municipaux et sapeurs pompiers
- Tunis 3 : Radès Transport Club
- Cap Bon : Fath sportif d'El Ouediane
- Centre : Nasr sportif soussien
- Nord : Stade africain de Menzel Bourguiba
- Nord-Ouest : Jendouba Sports
- Sud : Club sportif sfaxien
- Sud-Est : Progrès sportif d'El Hamma
- Sud-Ouest : Étoile sportive de Métlaoui

À l'issue d'un tournoi préliminaire, le Club sportif de la coopération, constitué d'étrangers travaillant en Tunisie dans le cadre de la coopération, bat en finale le Club sportif sfaxien et accède en division nationale.